# 在臺俄羅斯人
在臺俄羅斯人，人口約略1000人，是臺灣的少數族群。
擁有中華民國國籍者多為於1949年中華民國政府遷台時，由上海、新疆來到臺灣的俄罗斯人。1940年代，在中国大陆境内的俄罗斯人，或是无国籍的白俄，或是归化中国公民的归化族，亦或是拥有中苏两国国籍者。台北火車站附近的明星咖啡館是全島第一家俄羅斯風格的餐館，由來自上海（上海白俄）的五名俄羅斯移民於1949年創立，如今一直以早期的本地商業夥伴為唯一所有者繼續經營。
近年來，莫斯科－台北經濟文化合作協調委員會代表處一直在積極促進兩國之間的學術和專業交流。根據NIA的統計數據，有174名俄羅斯學生在台灣的機構學習，其中20人被聘為講師；家庭主婦21名，15歲以下兒童28名，其餘120名從事其他工作。與其他歐洲社區不同，男性相對稀少，性別比為1.36。

## 著名人物
- 蔣方良 ─ 前中華民國第一夫人，為蔣經國之夫人。
- 安妮 (藝人)

## 另見

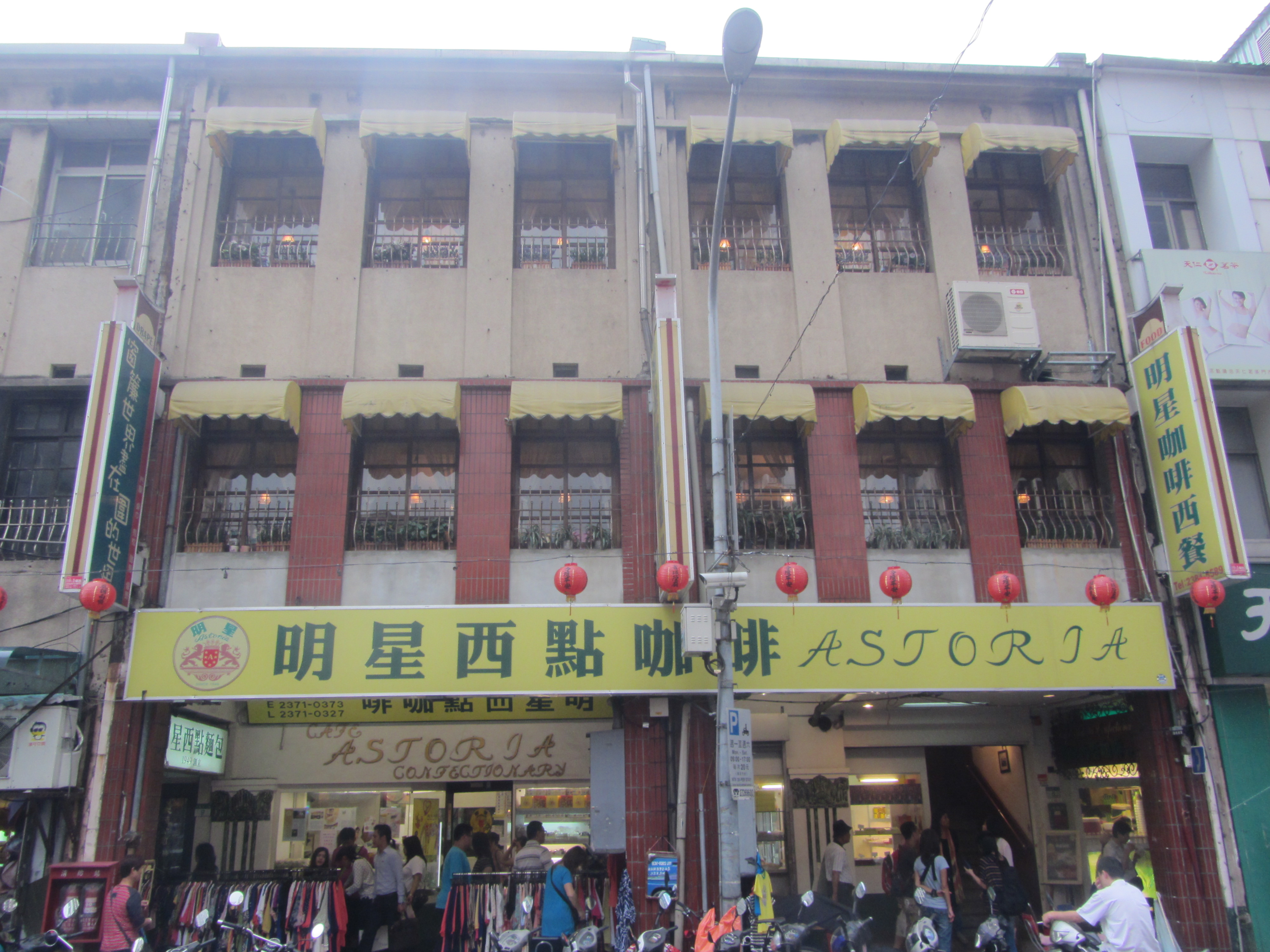
由上海遷往台灣俄羅斯人在臺北市成立的明星咖啡館，現為臺北市歷史建築。

- 明星咖啡館